# هيو مالوني
هيو مالوني (بالإنجليزية: Hugh Maloney)‏ هو لاعب قذف أيرلندي، ولد في 1 يوليو 1983 في نينا ‏ في جمهورية أيرلندا.